# En halv gul sol
En halv gul sol (engelska: Half of a Yellow Sun) är en roman av den nigerianska författaren Chimamanda Ngozi Adichie, utgiven 2006 av Knopf/Anchor. Romanen blev hennes internationella genombrott. Den översattes till svenska samma år, och gavs ut av Albert Bonniers Förlag. Titeln syftar på utbrytarrepubliken Biafras flagga, en trikolor i rött, svart och grönt med en uppgående gul sol i mitten.
En filmatisering av boken kom ut 2013, med manus och regi av Biyi Bandele.

## Handling
En halv gul sol kretsar kring tvillingsystrarna Olanna och Kainene från en välbärgad igbofamilj i Lagos och deras vänkrets före och under det inbördeskrig som rasade i Nigeria mellan 1967 och 1970, efter det att sydöstra Nigeria utropade sin självständighet som staten Biafra. Andra huvudkaraktärer i romanen är Olannas man, den intellektuelle universitetsläraren Odenigbo, Kainenes älskare, den vite författaren Richard, och Odenigbos springpojke, den fattige bypojken Ugwu.

## Utmärkelser

Biafras flagga med titelns uppgående gula sol.

- Anisfield-Wolf Book Award 2007 (kategorin skönlitteratur)
- PEN 'Beyond Margins' Award 2007 (delat pris)
- Orangepriset 2007[4]

Utöver dessa priser nominerades boken till flera andra, däribland Commonwealth Writers' Prize 2007 (bästa bok – Afrika).